# Spectacle en résidence
Pour les articles homonymes, voir Résidence.

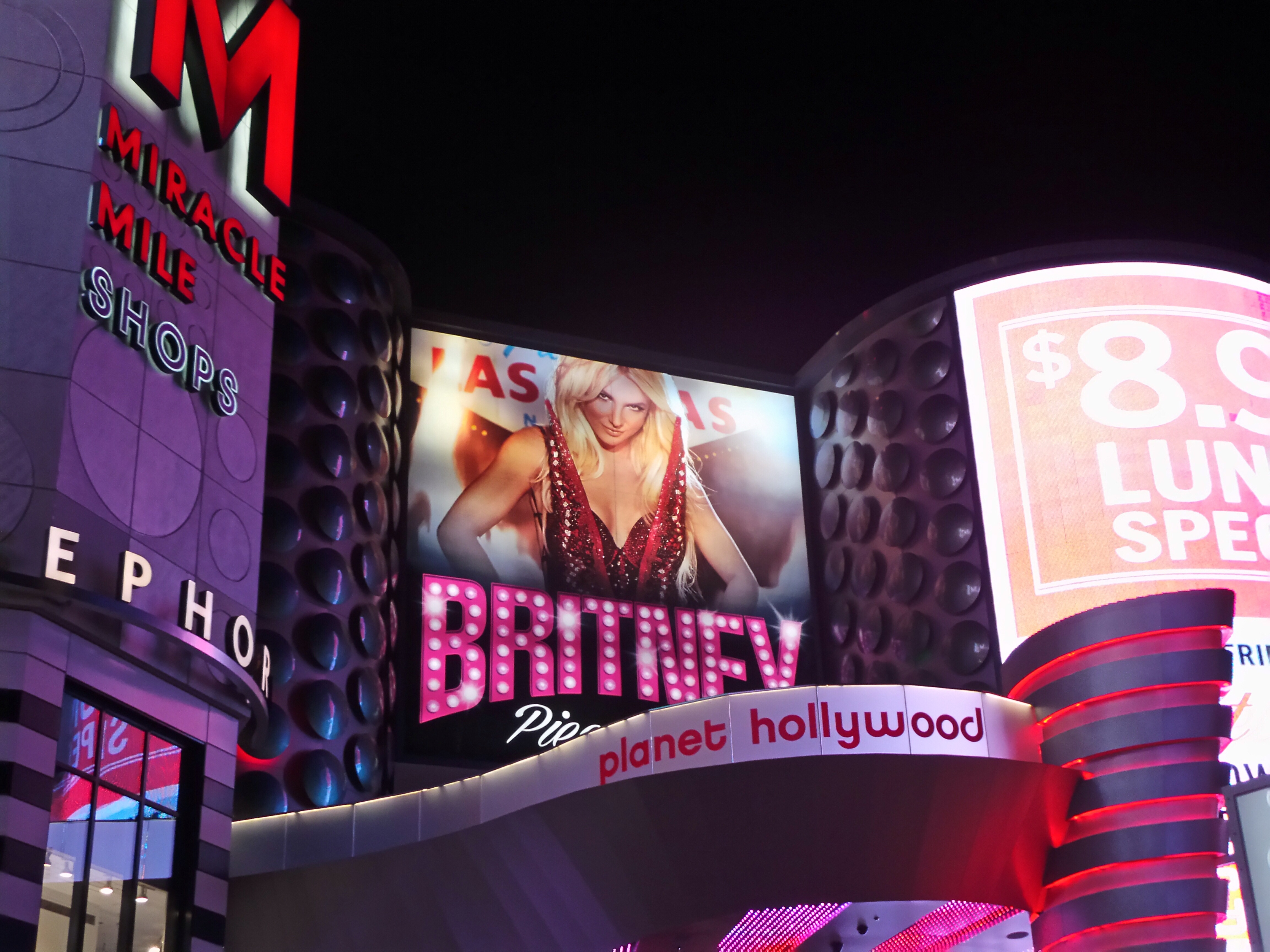
Britney: Piece of Me, résidence de la chanteuse Britney Spears au casino Planet Hollywood à Las Vegas, en décembre 2013.

Un spectacle en résidence ou  plus souvent une résidence (de l'anglais « residency show » ou « residency ») est un terme désignant une série de spectacles ou de concerts donnés par le ou les mêmes interprètes, mais qui, contrairement à une tournée, se déroule dans un même lieu.
Les résidences sont caractéristiques des casinos du Strip, quartier de Las Vegas. C'est également le cas pour les disc jockeys revenant régulièrement dans une discothèque ou sur une radio. Le terme « DJ résident » est alors récurrent.

## Liste des résidences ayant rapporté plus de 100 millions de dollars
| Rang | Revenus          | Revenus ajustés (en dollar 2025) | Artiste           | Nom du spectacle                | Année(s) | Nb. de spectacles | Revenus par spectacle | Ref.  |
| ---- | ---------------- | -------------------------------- | ----------------- | ------------------------------- | -------- | ----------------- | --------------------- | ----- |
| 1    | $385 millions    | $474,72 millions                 | Céline Dion       | A New Day... (en)               | 2003–07  | 719               | 0,53 million          |       |
| 2    | $233 millions    | $243,03 millions                 | Céline Dion       | Celine (concert residency) (en) | 2011–19  | 399               | 0,58 million          | [ 1 ] |
| 3    | $169 millions    | $201,4 millions                  | Elton John        | The Red Piano (en)              | 2004–09  | 248               | 0,68 million          |       |
| 4    | $137 millions    | $142,9 millions                  | Britney Spears    | Britney: Piece of Me            | 2013–17  | 248               | 0,55 million          | [ 2 ] |
| 5    | $106,82 millions | $108,76 million                  | Bruce Springsteen | Springsteen on Broadway (en)    | 2017–18  | 223               | 0,48 million          |       |
| 6    | $101,9 millions  | $103,75 millions                 | Jennifer Lopez    | Jennifer Lopez: All I Have      | 2016–18  | 120               | 0,35 million          | [ 3 ] |